# Letov Š-4
O Letov Š-4 foi um caça biplano checoslovaco produzido na década de 1920.
O Š-4 foi inicialmente criado em 1922 como candidato a sucessor do SPAD S.VII e do S.XIII, em serviço na recém criada Força Aérea Checoslovaca. Voou pela primeira vez em 1922, com asas de madeira cobertas com tela, enquanto que a fuselagem e a empenagem eram construídas em metal.

## Histórico Operacional
A Força Aérea Checoslovaca encomendou 20 Š-4 em 1922, sendo estes entregues no início de 1923. A aeronave operou durante a década de 1920 como caça e avião de treinamento, mas em 1927 algumas dificuldades apareceram devido à baixa qualidade de fabricação da aeronave. Como resultado, todos os Š-4 restantes foram atualizados para tornar-se um avião de treinamento, conhecido como Š-4a, em 1928.

## Operadores
Chéquia
- Força Aérea Checoslovaca